# 619 Triberga
619 Triberga là một tiểu hành tinh ở vành đai chính. Nó được xếp loại tiểu hành tinh kiểu S, có bề mặt sáng. Tiểu hành tinh này do August Kopff phát hiện ngày 22.10.1906 ở Heidelberg, và được đặt theo tên thành phố Triberg của Đức.
Do nó có một quỹ đạo tự lặp lại hầu như chính xác mỗi 4 năm đối với vị trí của Mặt Trời và Trái Đất, nên đã có gợi ý coi đó như một cách để tính khối lượng của nó.
Vì nó có một cấp sao tuyệt đối là 9,9, nó có đường kính đại khái khoảng 43 km. Nó có một cấp sao biểu kiến xung đối là 13,5.